# Sonat-Verlag
Der Sonat-Verlag umfasst die beiden Segmente Berliner Chormusik-Verlag und Edition Musica Rinata. Er ist ein Verlag für Vokal-, Instrumental- und Orgelmusik. Seit 2018 ist Sonat als eigenständige Reihe Teil des Musikverlags Ries & Erler.

## Profil
Zum musikalischen Interessiertenkreis von Sonat gehören in erster Linie Chorleiter/-innen und Organisten/-innen, denen er vielseitig einsetzbare Literatur für liturgische Feiern, Konzert und Unterricht bietet. Das Verlagsprogramm umfasst die Segmente geistliche- und weltliche Chormusik, Kammermusik, Sologesang und Orgelmusik vom Barock bis zur Moderne. 
Der Editionscorpus besteht derzeit aus etwa 3.000 Titeln. Neben zahlreichen Erstausgaben und revidierten musikalischen Neudrucken, bildet die Zusammenarbeit mit zeitgenössischen Komponisten und Bearbeitern einen Schwerpunkt des ökumenisch ausgerichteten Angebotes.
- Sammlung Orgel

Orgelliteratursammlungen zu verschiedenen thematischen Schwerpunkten.
- Gemeindelied im Chor

Chorsätze, die mit dem von der Orgel begleiteten Gemeindegesang alternieren oder ihn in Überchören begleiten.
- Lichterfelder Chorblatt

Sammlung kleinerer Chorsätze zu gebräuchlichen Volks- und Kirchenliedern.
- Chorwerke der Sing-Akademie

Die hier veröffentlichten Chorwerke wurden von Leitern der Sing-Akademie oder ihr nahestehenden Musikern komponiert. Herausgeber sind Kai-Uwe Jirka und Christian Filips.
- Werke für den Königlichen Hof- und Domchor

Werke, die direkt für den Königlichen Hof- und Domchor zu Berlin, dem heutigen Staats- und Domchor Berlin komponiert wurden oder in dessen engerem Umfeld entstanden sind.

## Verlagsgeschichte
Der Verlag wurde im Jahr 2000 als „Berliner Chormusik-Verlag“ von Stefan Rauh in Berlin gegründet. Ursprünglich hatte er sich auf die Herausgabe von Chormusik spezialisiert. Im Jahr 2009 wurde das Angebot um die Ausgaben der „Edition Musica Rinata“ erweitert, sodass das Spektrum der herausgegebenen Werke nun auch Kompositionen für Orgel und andere Instrumente umfasste. Die Programme beider Verlage – nun unter einem Dach – wurden weiter ausgebaut. 2013 zog der Verlag nach Kleinmachnow im Landkreis Potsdam um. 
Im Januar 2015 wurden beide Verlagsteile unter dem Namen Sonat-Verlag vereint. 2018 erfolgte die Fusion mit dem Berliner Verlag Ries & Erler, bei dem Stefan Rauh dann als Leiter des Lektorats tätig war.